# Statue der Santa Fermina

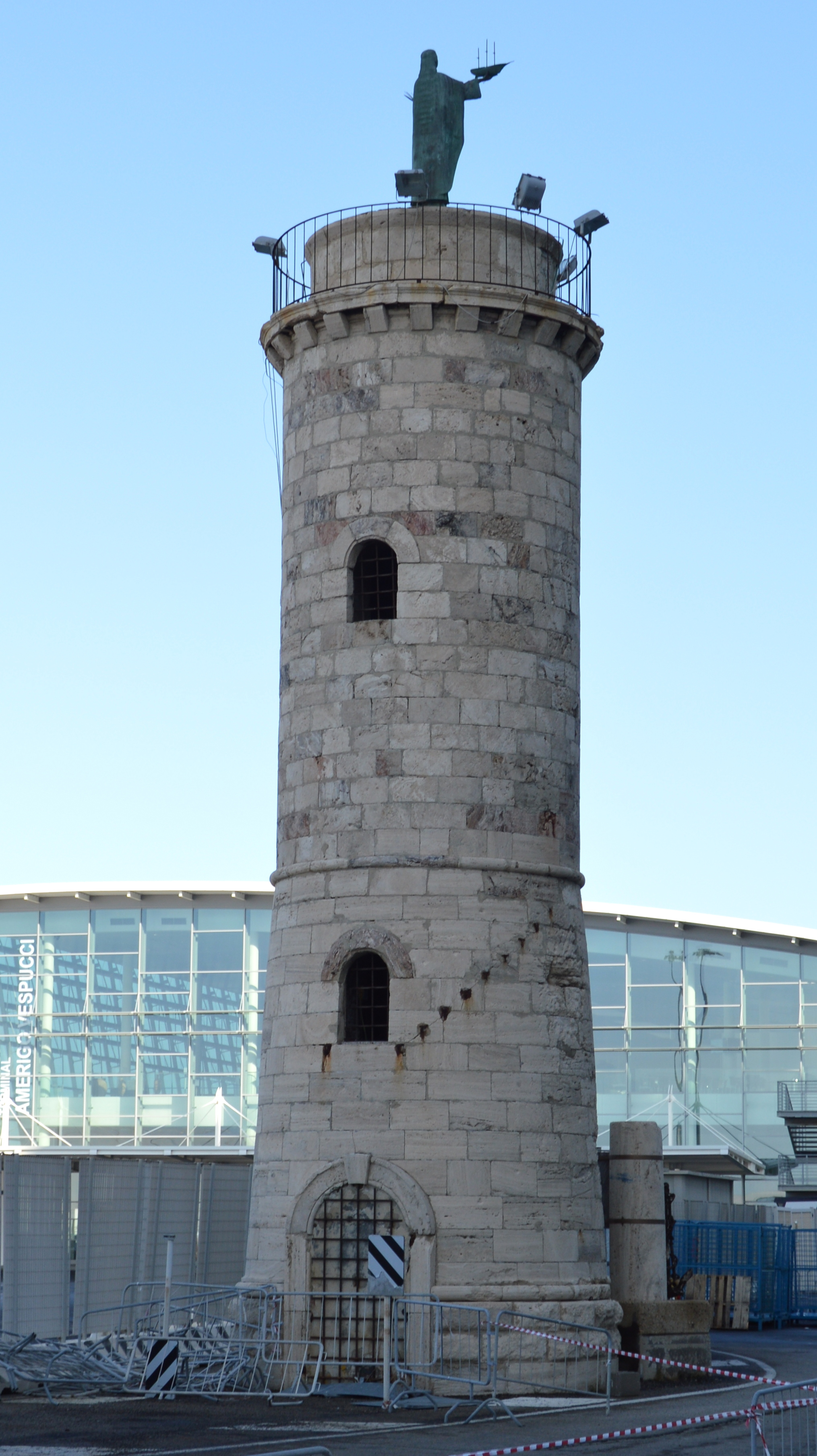
Statue der Santa Fermina

Die Statue der Santa Fermina ist eine auf einem Turm errichtete Statue der Heiligen Fermina in der italienischen Stadt Civitavecchia.
Die Statue befindet sich auf der Außenmole des Hafens Civitavecchia an der Küste des Tyrrhenischen Meeres.
Der runde Turm wurde in den 1940er Jahren errichtet. Die auf ihm befindlich Statue zeigt die Heilige Fermina, die Schutzpatronin Civitavecchias, die in ihrer erhobenen rechten Hand ein dreimastiges Segelschiff hält. Am 18. April 1992 wurde von der Hafenbehörde ein Hinweisschild am Turm angebracht.